# Overlander (Patriziergeschlecht)

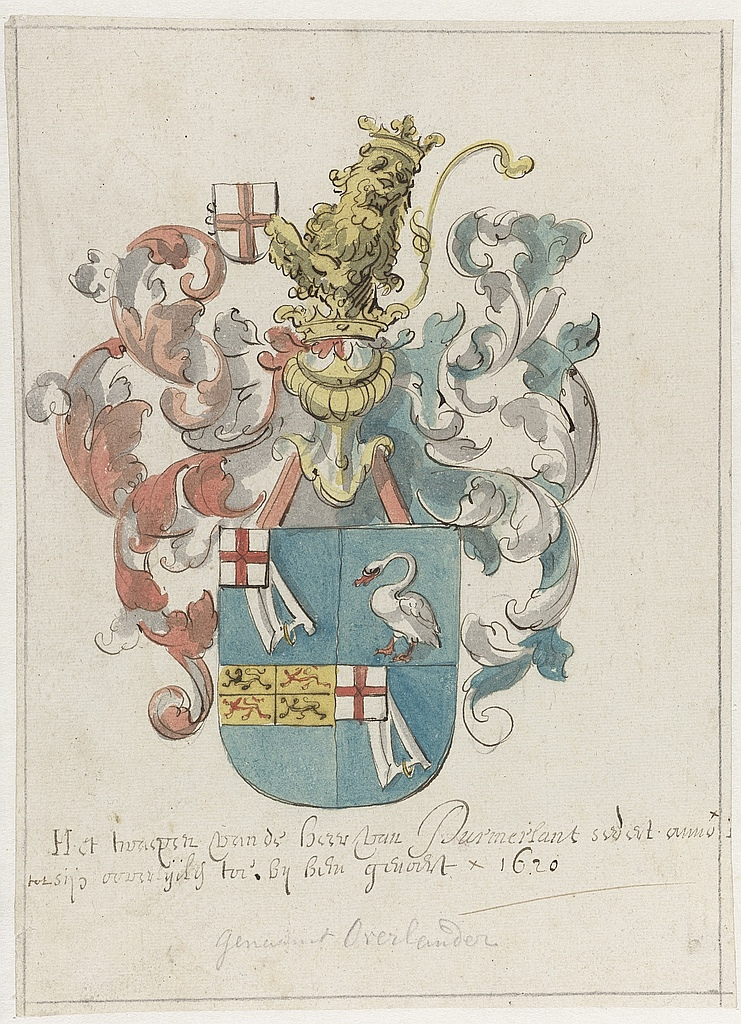
Adels Wappen der Overlander (1620)

Das Geschlecht Overlander (auch Overlander van Purmerland) war eine Amsterdamer Kaufmanns- und Patrizierfamilie, die ursprünglich aus Dithmarschen in Holstein stammte, wo sie zu den angesehenen und reichen Familien zählte.

## Historie
Die Overlanders gehörten zu den alten wappenführenden Familien der Region Dithmarschen. Deren gesicherte Stammlinie beginnt mit Claus Overlander (auch Claes uyten Uverlande), von Beruf Tuchscherer oder Reeder, der als Wiedertäufer 1534 in Den Haag und 1535 in Antwerpen aufscheint. In der ersten Hälfte des 16. Jahrhunderts festigt sich der Ochsenhändler Pieter Overlander (um 1500 in Lunden / Dithmarschen-1565) als Großkaufmann in Amsterdam. Er war der Sache der Wiedertäufer zugetan, und verschaffte einer holländischen Gruppe wohl einen Geleitbrief in die Bauernrepublik Dithmarschen.
Pieters Nachkommen erlebten einen rasanten gesellschaftlichen Aufstieg in das städtische Patriziat. Seine Enkelkinder und Urenkel ehelichten in die Amsterdamer Regentenklasse ein, hielten aber einen Kontakt zur ursprünglichen Heimat in Dithmarschen aufrecht. Pieters Enkelsohn, Bürgermeister Volkert Overlander erwarb 1618 aus der Graf Egmondschen Konkursmasse die Hohe Herrlichkeit Purmerland und Ilpendam. 1620 erlangte Selbiger auf Vermittlung seines Schwagers Pieter Jansz Hooft durch den englischen König Jakob I. die Aufnahme in den erblichen Ritterstand. Da Volkert Overlander keine ihn überlebenden männlichen Erben hatte, gelangte die Hohe Herrlichkeit Purmerland und Ilpendam über seine Erbtochter Maria Overlander van Purmerland (1603–1678) – deren Ehe mit Frans Banninck Cocq kinderlos geblieben ist – nach ihrem Tod zu gleichen Teilen an ihre Cousine Catharina Hooft und deren Sohn Jacob de Graeff; ihrem eigenen (Stief)Neffen und Großcousin. Die Amsterdamer Linie der Overlanders ist wohl mit dem Tod von Maria erloschen. Der Besitz der Herrlichkeit ist bis 1872 in der Familie De Graeff verblieben.

### Wappen
Blasonierung (1620): Geviert: I und IV in Blau eine antike Pflugschar, schräg nach rechts gestellt mit der Spitze nach oben und eine Schildecke aus Silber, belegt mit einem roten Kreuz; II In Blau ein silberner Schwan mit rotem Schnabel und Bepflanzung (Herrlichkeit Purmerland); III In Blau ein geviertelter Schildkopf, I und IV in Gold ein wandelnder Löwe in Schwarz, II und III in Gold ein wandelnder Löwe in Rot (Herrlichkeit Ilpendam).

### Stammbaum (Auszug)
1. Claus Overlander, ehelichte Heister Eisenberg[14]
  1. Pieter Overlander (um 1500–1565), ehelichte Grietgen Jacobsdr Smit († 1568)
    1. Claes Overlander († 1607), ehelichte Trijntge Claesdr Chijs (1536–1617)
      1. Claesgen Overlander, genannt Chijs (1562–1598), ehelichte Elbert Symonsz Jonckheyn (1564–1618)
      2. Pieter Overlander (1568–1625), ehelichte Aegje Jacobsdr Hoingh (1576–1636)
        1. deren fünf gemeinsame Kinder sind teilweise jung oder unverehelicht verstorben[15]

      3. Volkert Overlander (1570–1630), ehelichte Geertruid Hooft (1578–1636)
        1. Nicolaes Overlander († 1627), unverehelicht
        2. Maria Overlander van Purmerland (1603–1678), ehelichte Frans Banninck Cocq (1605–1655)
        3. Geertruid Overlander (1609–1634), ehelichte Cornelis de Graeff (1599–1664)

      4. Maria Coerten Overlander (1575–1629), ehelichte Pieter Jacobsz Bas (1566–1633) [Bruder von Dirk Bas]
      5. Geertruyd Overlander (1577–1653), ehelichte Pieter Jansz Hooft (1574/75–1636); Mutter von Catharina Hooft, der zweiten Ehegattin von Cornelis de Graeff